# Arc-en-Barrois
Arc-en-Barrois é uma comuna francesa na região administrativa de Grande Leste, no departamento de Haute-Marne. Estende-se por uma área de 50,44 km². Em 2010 a comuna tinha 750 habitantes (densidade: 14,9 hab./km²).